# Baby (série de televisão)
Baby é uma série de televisão dramática italiana, produzida pela Fabula Pictures para a Netflix. A primeira temporada estreou em 30 de novembro de 2018. A série acompanha duas estudantes de uma escola de classe alta na cidade de Roma que se prostituem. É vagamente baseado na história de duas adolescentes de ensino médio em Roma, envolvidas em um círculo de prostituição de menores de idade em 2014.
Em dezembro de 2018, a Netflix anunciou uma segunda temporada da série,  que estreou em 18 de outubro de 2019. Em 2019, a série foi renovada para uma terceira e última temporada.

## Enredo
A série mostra Chiara, uma adolescente italiana que torna-se amiga de uma colega da escola que chama-se Ludovica na qual é vista como problemática e rebelde. As duas acabam por se dedicar à prostituição. Quando Chiara descobre que os seus pais vão se separar, Chiara se aproxima de um rapaz problemático que acabou de se mudar para a sua escola. Enquanto Ludovica vive um drama com os seus pais divorciados. A mãe de Ludo, tem vários problemas financeiros agravados pelos seus namorados novos e oportunistas. O seu pai recusa-se a pagar os seus estudos no colégio privado de ensino secundário da classe alta que frequenta, sendo essa  uma das suas maiores motivações para entrar nesse mundo movido apenas por dinheiro, festas e bebidas da prostituição.

## Elenco e personagens
- Benedetta Porcaroli como Chiara Altieri
- Alice Pagani como Ludovica
- Riccardo Mandolini como Damiano Younes
- Chabeli Sastre Gonzalez como Camilla Govender Rossi
- Brando Pacitto como Fabio Fedeli
- Lorenzo Zurzolo como Niccolo Govender Rossi
- Galatea Ranzi como Elsa
- Tomasso Ragno como diretor Fedeli
- Massimo Poggio como Arturo Altieri
- Mehdì Nebbou como Khalid Younes
- Giuseppe Maggio como Fiore
- Mirko Trovato como Brando
- Federica Lucaferri como Virginia
- Beatrice Bartoni como Vanessa
- Marjo Berasategui como mãe de Camilla
- Isabella Ferrari como Simonetta
- Claudia Pandolfi como Monica
- Paolo Calabresi como Saverio

## Episódios

### Resumo
| Temporada | Temporada | Episódios | Episódios | Originalmente exibido  |                        |
| --------- | --------- | --------- | --------- | ---------------------- | ---------------------- |
|           | 1         | 6         | 6         | 30 de novembro de 2018 | 30 de novembro de 2018 |
|           | 2         | 6         | 6         | 18 de outubro de 2019  | 18 de outubro de 2019  |
|           | 3         | 6         | 6         | 16 de setembro de 2020 | 16 de setembro de 2020 |

### Temporada 1 (2018)
| N.º na série | N.º na temp. | Título original (Título no Brasil)    | Dirigido por   | Escrito por                             | Lançamento             |
| ------------ | ------------ | ------------------------------------- | -------------- | --------------------------------------- | ---------------------- |
| 1            | 1            | "Superpoteri" "(Superpoderes)"        | Andrea De Sica | Isabella Aguilar                        | 30 de novembro de 2018 |
| 2            | 2            | "Burattino" "(Marionete)"             | Andrea De Sica | Giacomo Durzi                           | 30 de novembro de 2018 |
| 3            | 3            | "#Friendzone" "(#zonadeamizade)"      | Andrea De Sica | Grams                                   | 30 de novembro de 2018 |
| 4            | 4            | "Emma" "(Emma)"                       | Anna Negri     | Grams                                   | 30 de novembro de 2018 |
| 5            | 5            | "L'ultimo scatto" "(A última chance)" | Anna Negri     | Grams                                   | 30 de novembro de 2018 |
| 6            | 6            | "#Love" "(#amor)"                     | Andrea De Sica | Isabella Aguilar, Giacomo Durzi & Grams | 30 de novembro de 2018 |

## Produção
Em 15 de novembro de 2017, foi anunciado que a Netflix desenvolveria sua segunda série italiana intitulada "Baby", sobre a prostituição adolescente em Roma. Escrita por um grupo de novos escritores italianos chamados "Grams" e baseia-se vagamente em um escândalo que causou um rebuliço na Itália em 2014, quando se soube que duas estudantes italianas de uma escola secundária no distrito residencial de Parioli na cidade italiana de Roma se envolveram em prostituição em tempo parcial. Em 12 de janeiro de 2018, foi anunciado que a Netflix foi acusada de glamourizar o tráfico sexual após a encomenda de um drama italiano baseado no escândalo da prostituição infantil "Baby Squillo". O National Center on Sexual Exploitation (NCOSE), com sede nos Estados Unidos, solicitou que a série fosse suspensa antes de sua divulgação. A carta foi enviada para a Netflix em 11 de janeiro, que foi o Dia Nacional do Tráfico de Pessoas e foi assinada por mais de 50 ativistas, provedores de serviços sociais e sobreviventes de tráfico sexual. As filmagens duraram entre abril e julho de 2018.
Um teaser foi publicado em 28 de setembro de 2018. O trailer oficial foi lançado em 9 de novembro de 2018.